# Heike Makatsch
Heike Makatsch (Düsseldorf, 13 de agosto de 1971) es una actriz, presentadora de televisión y cantante alemana.

## Biografía
Es hija del exportero de la selección alemana de hockey sobre hielo Rainer Makatsch.
En 1997 Heike comenzó a salir con el actor Daniel Craig, su relación terminó en enero de 2004.
Desde 2005 hasta 2014 salió con el músico Max Martin Schröder. El 23 de enero de 2007 la pareja tuvo su primera hija, Mieke Ellen Schröder y en octubre de 2009 la segunda, Pippa Schröder. Desde 2015 sale con Trystan Pütter padre de su tercera hija, la cual nació en 2015

## Carrera
En 1993 fue la encargada de inaugurar las emisiones regulares del canal de televisión musical alemán VIVA TV.
En  el año 2000 dio vida a la reina Charlotte en la película Longitude.
En 2002 obtuvo un papel secundario en la película Resident Evil donde dio vida a la doctora Lisa Addison Broward, la hermana de Matt Adison (Eric Mabius) y contacto de Alice (Milla Jovovich) dentro de la Corporación Umbrella.
En el 2003 se unió al elenco de la película Love Actually donde dio vida a Mia, la secretaria de Harry (Alan Rickman).
En el 2005 escribió su primer libro "Keine Lieder über Liebe", el cual trató sobre sus experiencias durante el rodaje de la película Keine Lieder über Liebe.
Ese mismo año interpretó a la diseñadora de juguetes alemana Margarete Steiff en la película Margarete Steiff.
En el 2009 se unió al elenco principal de la película Hilde donde interpretó a la famosa actriz alemana Hildegard Knef, la película representó la vida de dicha actriz.

## Filmografía

### Películas

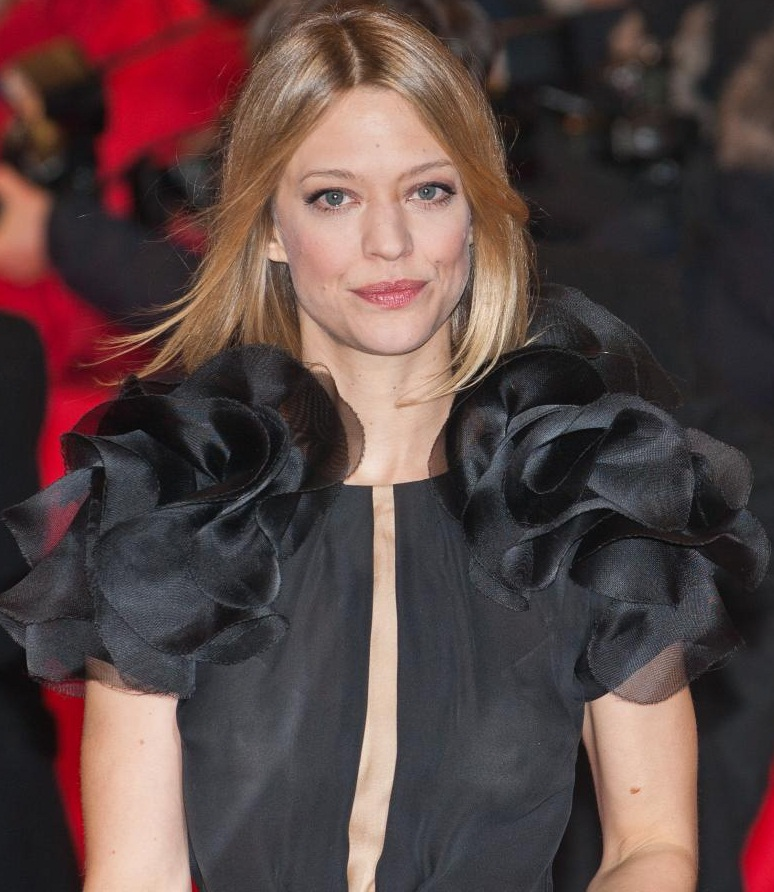
Heike durante el 62nd Festival de Cine Internacional de Berlín en el 2012.

| Año  | Título                      | Personaje         | Notas |
| ---- | --------------------------- | ----------------- | --- |
| 2014 | Geography of the Heart      | -                 | junto a Jordi Mollà, Jana Pallaske, Clemens Schick, Sylvie Testud, Alysson Paradis & Nicolas Giraud                 |
| 2013 | Sein letztes Rennen         | Hija de Paul      | junto a Dieter Hallervorden                                                                                         |
| 2013 | The Book Thief              | Madre de Liesel   | junto a Roger Allam, Sophie Nélisse, Geoffrey Rush, Emily Watson & Nico Liersch                                     |
| 2012 | Die Abenteuer des Huck Finn | Tante Polly       | junto a Leon Seidel, Louis Hofmann, Jacky Ido, August Diehl & Peter Lohmeyer                                        |
| 2011 | Tom Sawyer                  | Tante Polly       | junto a Louis Hofmann, Leon Seidel, Benno Fürmann, Peter Lohmeyer, Sylvester Groth & Adnan Maral                    |
| 2009 | Hilde                       | Hildegard Knef    | junto a Dan Stevens, Monica Bleibtreu, Hanns Zischler, Sylvester Groth & Stanley Townsend                           |
| 2005 | Margarete Steiff            | Margarete Steiff  | junto a Felix Eitner, Hary Prinz, Donald Arthur, Corinna Beilharz & Sigrid Burkholder                               |
| 2003 | Love Actually               | Mia               | junto a Alan Rickman, Emma Thompson, Hugh Grant, Martine McCutcheon, Keira Knightley, Colin Firth & Sienna Guillory |
| 2002 | Resident Evil               | Dra. Lisa Addison | junto a Milla Jovovich, Michelle Rodríguez, Eric Mabius, James Purefoy & Colin Salmon                               |
| 2000 | Longitude                   | Reina Charlotte   | junto a Jeremy Irons, Peter Cartwright, Gemma Jones, Michael Gambon, Nigel Davenport & Anna Chancellor              |
| 1997 | Obsession                   | Miriam Auerbach   | Protagonista junto con Daniel Craig                                                                                 |

### Series de Televisión
| Año             | Serie                | Personaje       | Notas                   |
| --------------- | -------------------- | --------------- | ----------------------- |
| 2016 - presente | Capelli Code         | Petra Paul      | 13 episodios            |
| 2002            | Die Affäre Semmeling | Silke Semmeling | 6 episodios - miniserie |
| 1999            | Camino de Santiago   | Tea             | miniserie               |

### Escritora
| Año  | Título        | Notas     |
| ---- | ------------- | --------- |
| 2006 | Schwesterherz | escritora |

### Apariciones
| Año  | Programa                           | Notas                      |
| ---- | ---------------------------------- | -------------------------- |
| 2011 | Lola - Der Deutsche Filmpreis 2011 | presentadora               |
| 2007 | Bambi Verleihung 2007              | presentadora               |
| 1999 | Bravo TV                           | 2 episodios - presentadora |
| 1997 | Heike Makatsch - Die Show          | 2 episodios - presentadora |

## Premios y nominaciones
| Año  | Categoría                                                                                            | Premio                   | Corto                               | Resultado |
| ---- | --- | ------------------------ | ----------------------------------- | --------- |
| 2012 | Best Actress                                                                                         | Hessian TV Award         | Sechzehneichen                      | Nominada  |
| 2012 | Best German Actress                                                                                  | Jupiter Award            | Tom Sawyer                          | Nominada  |
| 2010 | Best Actress in a Movie Made for Television                                                          | Bavarian TV Award        | Dr. Hope - Eine Frau gibt nicht auf | Nominada  |
| 2006 | Best Actress in a Movie Made for Television                                                          | Bavarian TV Award        | Margarete Steiff                    | Ganó      |
| 2006 | Best Actress - National                                                                              | Bambi Award              | Margarete Steiff                    | Ganó      |
| 2006 | TV-Event of the Year (junto a Felix Eitner & Arno Ortmair)                                           | Bambi Award              | Margarete Steiff                    | Ganaron   |
| 2006 | Best Performance by an Actress                                                                       | Emmy Award               | Margarete Steiff                    | Nominada  |
| 2006 | Favorite Actress                                                                                     | Rommy Award              | Margarete Steiff                    | Nominada  |
| 2004 | Best Ensemble Acting (junto a Hugh Grant, Colin Firth, Sienna Guillory, Liam Neeson & Emma Thompson) | PFCS Award               | Love Actually                       | Nominados |
| 2003 | TV-Event of the Year (junto a Michael Souvignier, Heino Ferch, Jan Josef Liefers & Armin Rohde)      | Bambi Award              | Das Wunder von Lengede              | Ganaron   |
| 2002 | Best German Actress                                                                                  | Golden Camera Award      | Die Affäre Semmeling                | Ganó      |
| 2001 | Best Actress                                                                                         | Audience Award           | Gripsholm                           | Nominada  |
| 1998 | Best Performance by an Actress in a Leading Role                                                     | Film Award in Gold Award | Obsession                           | Nominada  |
| 1996 | Best Young Actress                                                                                   | Bavarian Film Award      | Männerpension                       | Ganó      |
| 1995 | - | Promotional Award        | Interaktiv                          | Ganó      |